# Telaraña

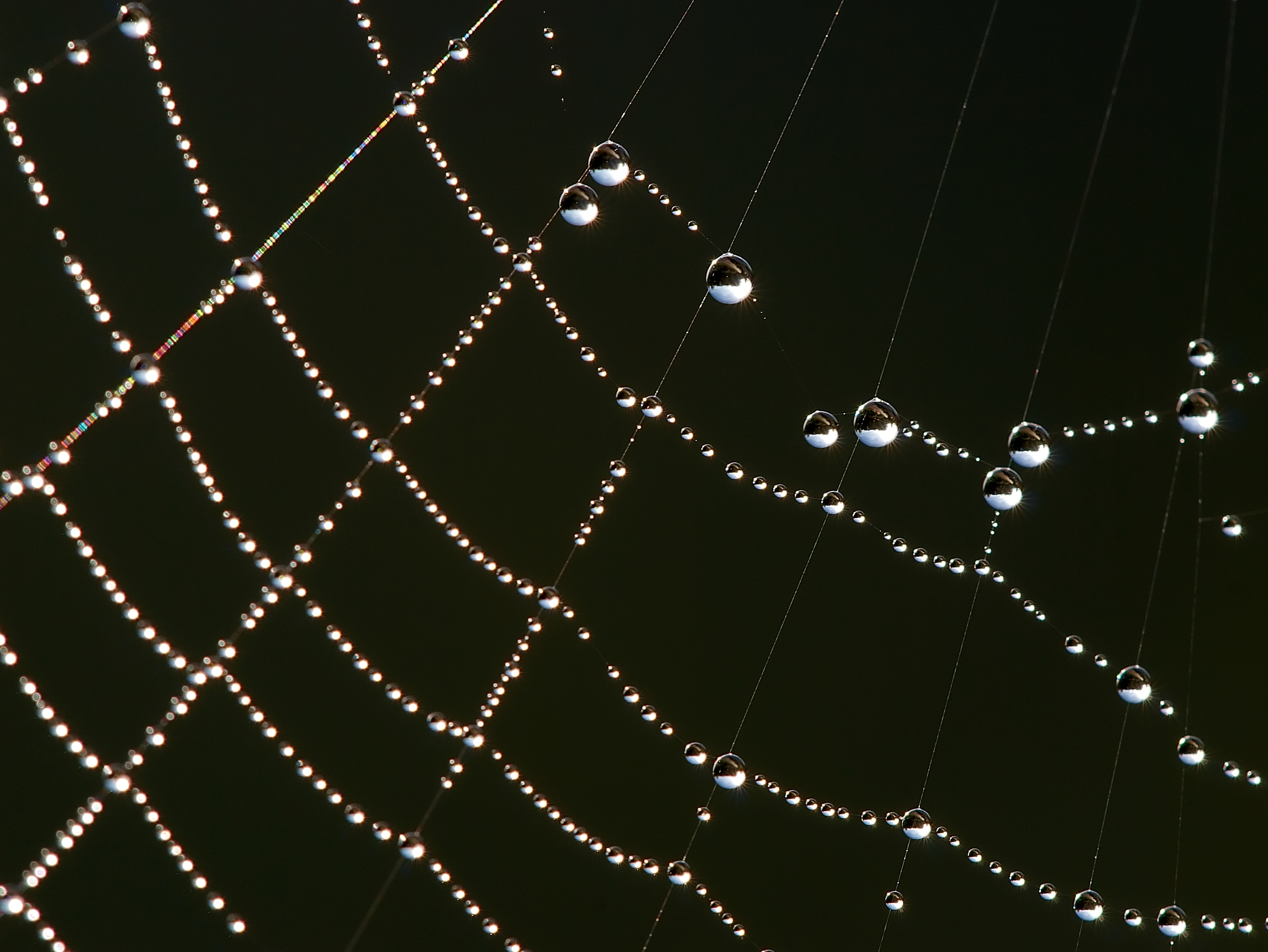
Detalle de una telaraña con rocío.

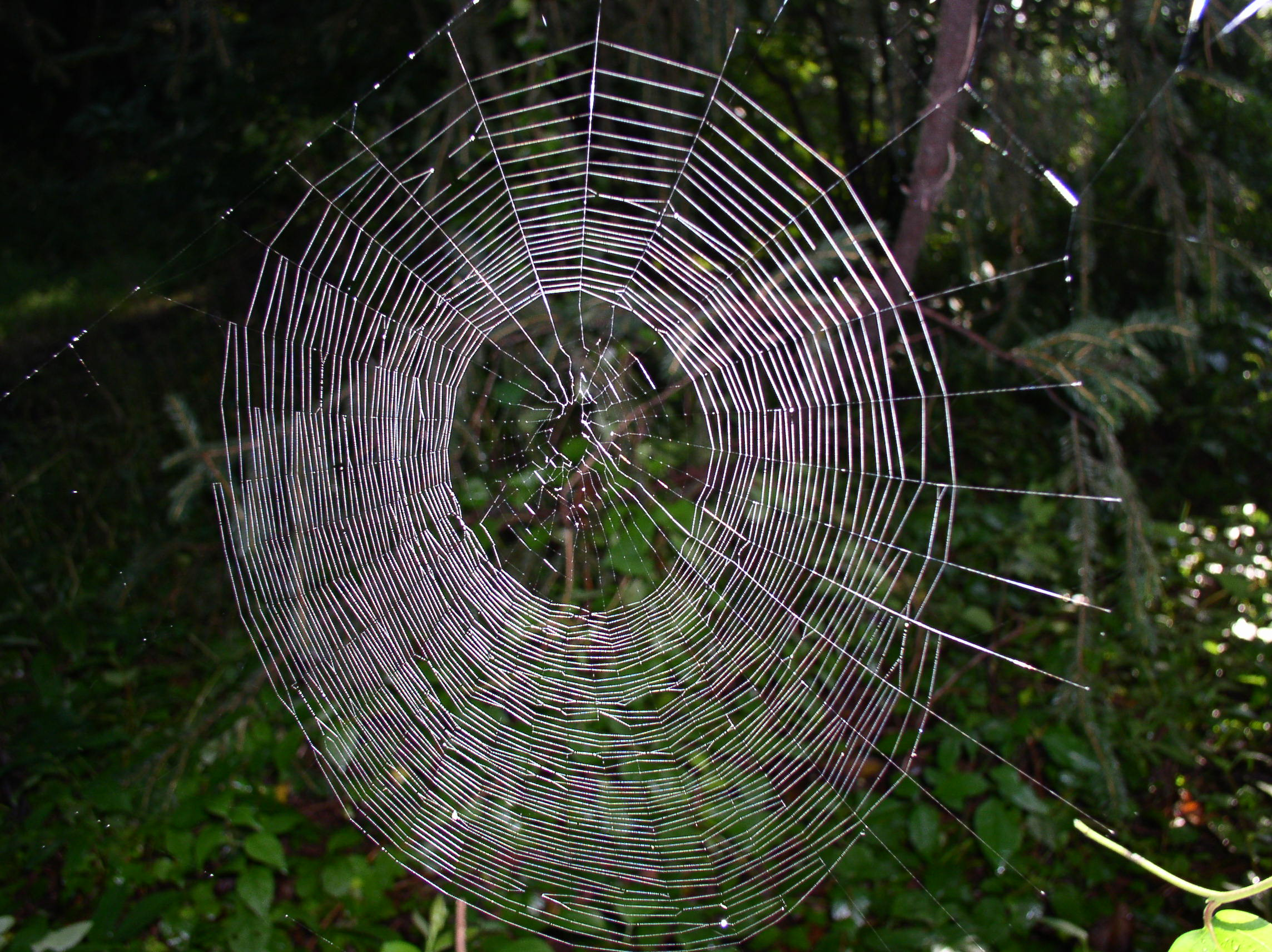
Telaraña de Araneidae.

Una tela de araña o simplemente telaraña es una estructura construida por una araña con su seda de araña proteica, a través de sus hileras.

## Tipos

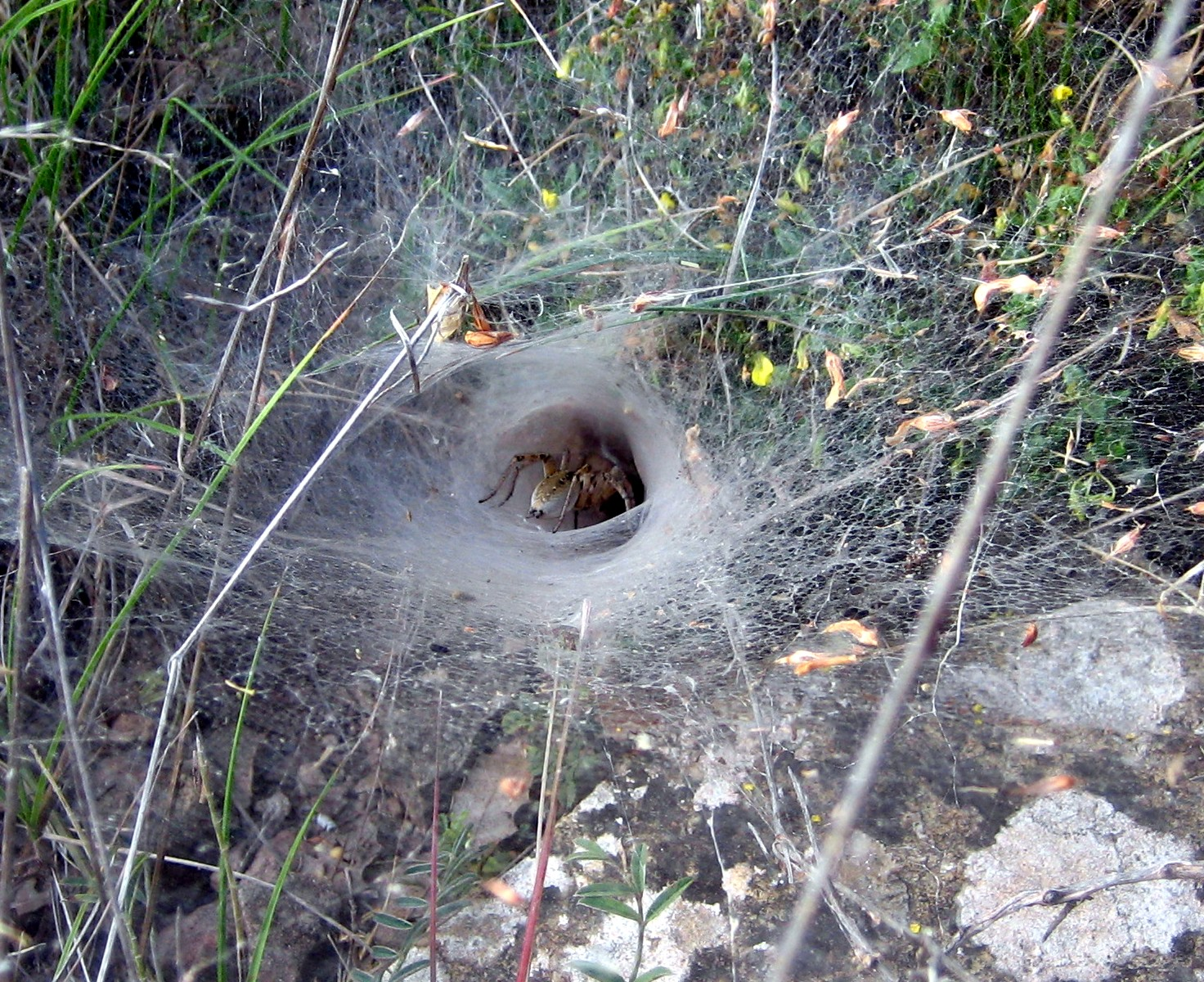
Telaraña en forma de embudo.

Ciertas arañas tejen telas en forma de embudo, otras en forma de hoja e, incluso, otras tejen las telas espirales que son comúnmente asociadas con el orden. Estas telas pueden ser hechas con seda pegajosa de captura, o con seda «peluda» de captura, dependiendo del tipo de araña. Las telas pueden ser en un plano vertical (como la mayoría de telas espirales), un plano horizontal (telas de hoja), o en cualquier ángulo intermedio. Algunas telas, especialmente las de la familia de telas de hoja, presentan irregulares enredos de seda sobre ellas. Estas sirven para desorientar e interceptar insectos voladores, haciéndolos más vulnerables a ser atrapados en la tela inferior. También pueden ayudar a proteger a la araña de predadores aéreos como aves y avispas.

## Forma de construir las telarañas

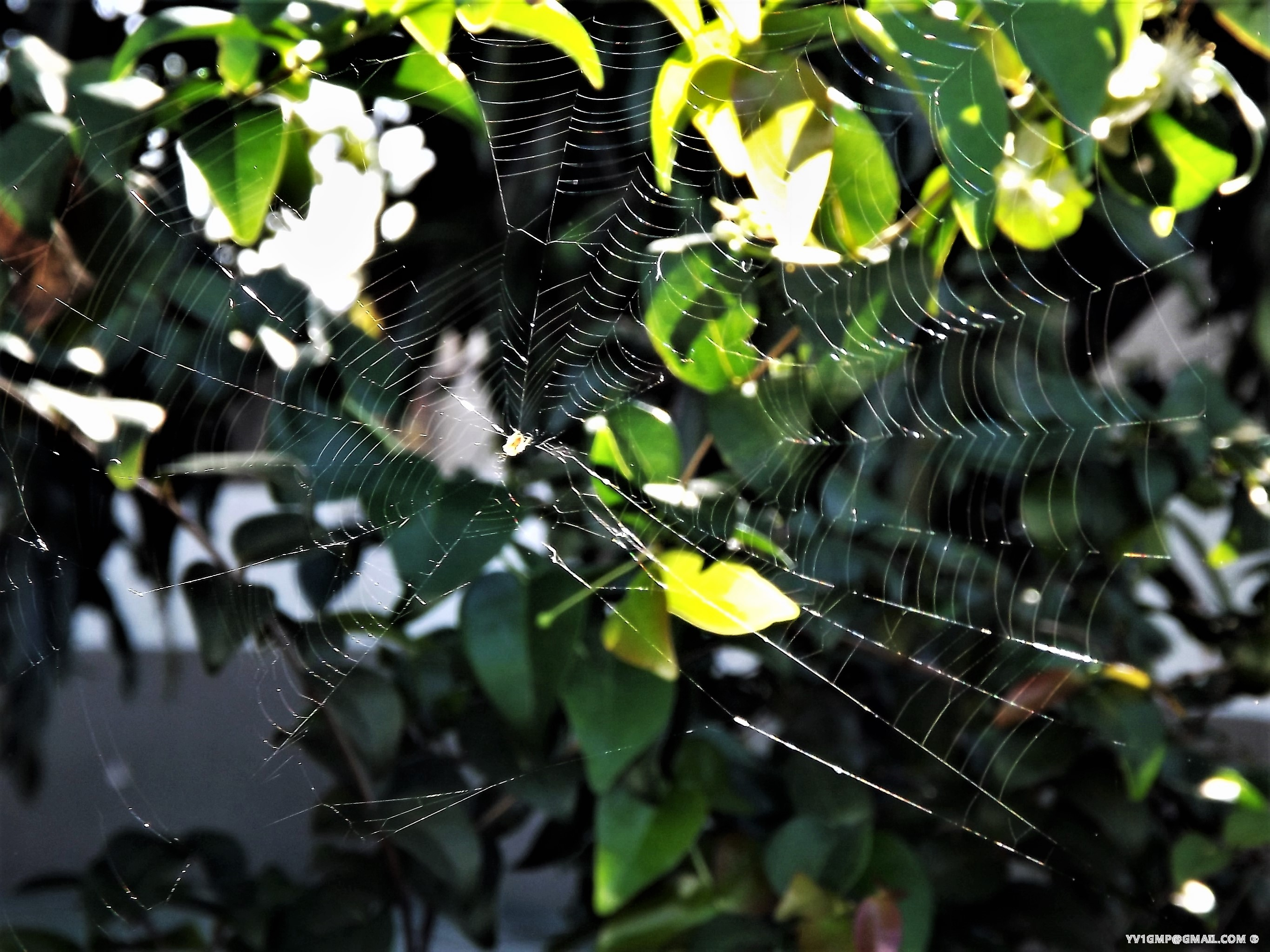
Telaraña en un jardín.

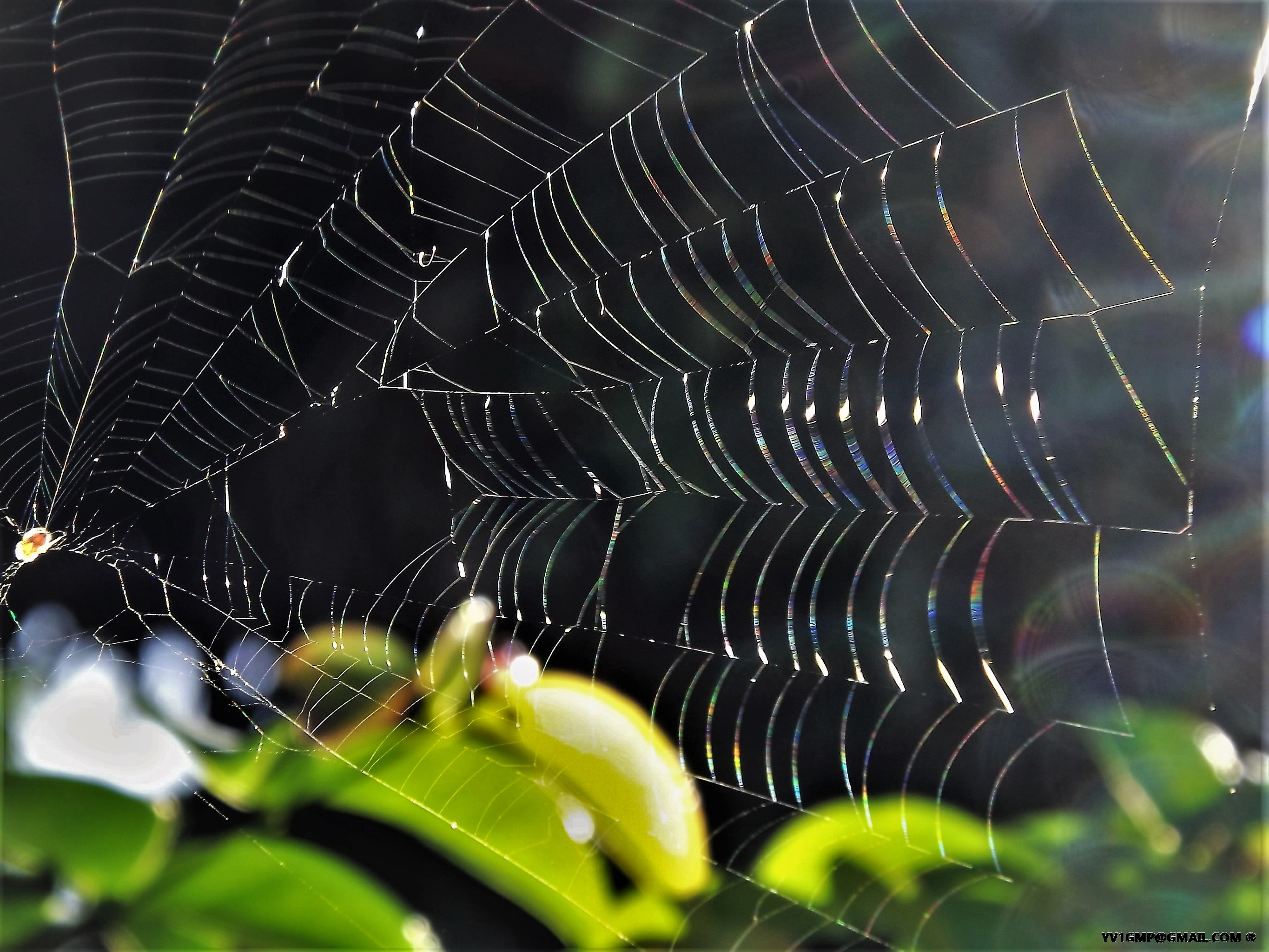
Refracción de la luz solar sobre una telaraña.

Las telas de araña se forman a partir de la seda de araña que las arañas biosinteticas forman y secretan a través de sus glándulas de hilado, en la parte posterior del abdomen. Las especies más primitivas de araña poseen pocas glándulas y, por lo tanto, sintetizan sedas muy similares en todos los casos. Sin embargo, arañas más evolucionadas tienen hasta 7 glándulas diferentes con las que pueden sintetizar diferentes sedas para diferentes funciones, bien para la formación de telarañas, bien para otras funciones (ver seda de araña).
Las telas permiten a la araña atrapar a su presa sin tener que gastar energía cazándola. Por tanto, es un método eficiente de recolección de alimento. Por otro lado, construir una telaraña es en sí un gran gasto de energía debido a la gran cantidad de proteínas requeridas en la formación de la seda. Además, después de un tiempo la seda perderá su adhesividad y se hará ineficiente para capturar presas. No es raro ver arañas que consumen su propia red diariamente para recuperar parte de la energía utilizada en el hilar.
Algunas sedas de araña son más fuertes que el acero del mismo grosor. La microestructura de este material es objeto de investigaciones para potenciales aplicaciones industriales y médicas.

## Forma de cazar con telarañas

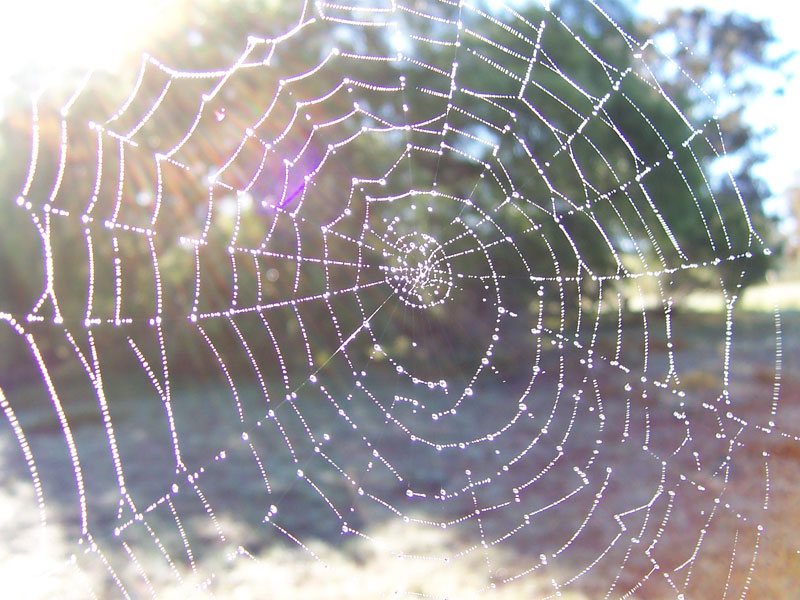
Telaraña con rocío de la mañana, lo que permite mejorar su visibilidad.

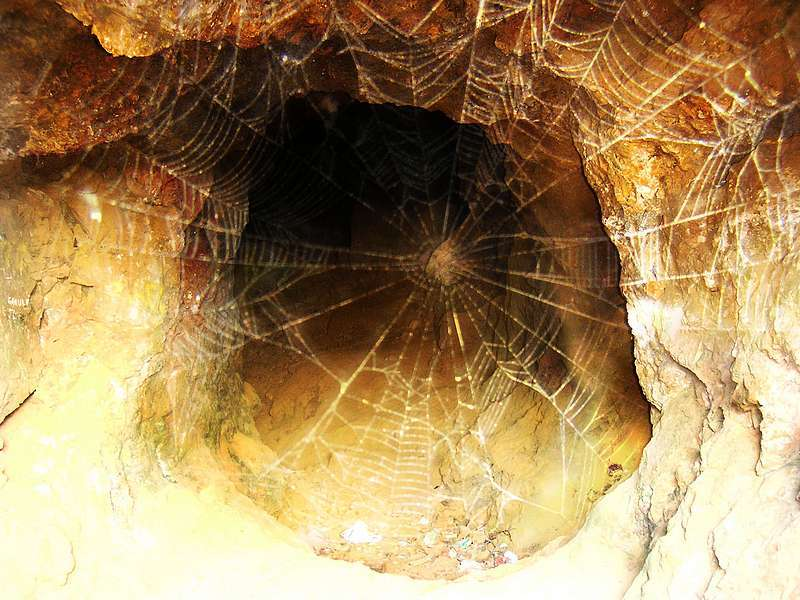
Telaraña gigante en la entrada de la Mina de La Trinidad, cerca de Benalmádena (Provincia de Málaga).

La araña, después de hilvanar su tela, esperará sobre o alrededor de esta, a que una presa quede atrapada. La araña puede sentir el impacto y el forcejeo de una presa por las vibraciones transmitidas a través de los hilos de la tela.
Dichas telas contienen filamentos curvos suspendidos en el pegamento utilizado para atrapar a sus presas. De este modo reducen el riesgo de quebrar la telaraña al atrapar insectos de gran tamaño, ya que el filamento curvo se expandirá en el momento del impacto absorbiendo la tensión desencadenada (véase «seda de araña»).
Las arañas no suelen adherirse a sus propias telas. Sin embargo, no son inmunes a su propio pegamento. Algunas partes de la tela son pegajosas, mientras que otras no. Por ejemplo, si una araña ha decidido esperar alrededor de los extremos de su tela, puede hilvanar una línea hacia el centro de hilo no pegajoso para monitorizar el movimiento en la tela. Las arañas deben ser muy cuidadosas y únicamente moverse en los hilos no pegajosos en sus telas. Para ello tienen una glándula especial en sus patas.
Una araña posicionada en el medio de su tela es una presa altamente visible para aves y otros depredadores. Muchas arañas diurnas de tela en espiral reducen este riesgo escondiéndose en un borde oculto de su tela, con una pata en una línea de señal desde el centro, o aparentando ser inapetecibles o incomestibles.
Algunas especies de arañas no usan telas para capturar presas directamente, sino atacando desde escondites o persiguiéndolas abiertamente. Ciertas especies incluso combinan ambos métodos de cacería e hilado en sus hábitos depredadores. Tejen pequeñas telas que adhieren a sus patas frontales. Luego esperan, ocultas, y muerden con un tipo de «mordisco» con los quelíceros. Al llegar tal presa, se lanzan de bruces, envuelven a su víctima en la tela y la muerden, paralizándola. De esta forma, la araña gasta menos energía atrapando a su presa que cazadoras más primitivas. También evitan la pérdida energética de tejer una telaraña completa.
Algunas adaptaciones de la técnica en espiral consisten en generar un filamento maestro sostenido por la araña en una de sus patas. Al capturar una presa, la araña tira de dicho filamento retrayendo toda la telaraña sobre la presa. Es una forma poco eficiente de caza, ya que tras cada víctima debe reconstruir íntegramente la telaraña.
Algunas arañas son capaces de utilizar la técnica de hilo de monitorización sin necesidad de tejer una tela en absoluto. Numerosos tipos de arañas de agua se posan en la superficie del agua (de forma similar a la utilizada por arañas de tela espiral). Cuando un insecto cae en el agua y es atrapado por la tensión superficial, la araña puede detectar estas vibraciones y correr a capturar la presa.
Algunas arañas, como la viuda negra, tejen sus telarañas en hilo vertical, es decir, crean hilos verticales paralelos entre ellos formando una telaraña de tres dimensiones. Para ello necesita espacios cercanos al suelo que acondicionen dicha técnica, como por ejemplo troncos de árboles huecos. Las víctimas se impregnan de dichos hilos, quedando totalmente atrapadas en el posterior forcejeo de escape.
Algunas arañas son capaces de emitir feromonas de algunas especies de polilla. Su técnica consiste en generar un hilo de seda con una bola de pegamento en un extremo. Al atraer a sus víctimas con dichos olores, la araña gira el lazo y les asesta un golpe dejando a su víctima atrapada.
Existen otras arañas que utilizan su seda para crear un escondite. En cuanto una presa se aproxima, la araña sale de su escondite de camuflaje para abalanzarse sobre su víctima.

## Tomar una imagen
Una imagen de una tela espiral puede ser tomada rociándola con cualquier líquido oscuro, y luego posando una hoja de papel detrás de la tela; la idea produce una impresión de rocío sobre la tela durante la mañana.

## Arañas y telarañas en el espacio
La estudiante de bachillerato Judith Miles (Lexington, Massachusetts, Estados Unidos) propuso en el concurso NASA Skylab Student Experiment Competition para estudiantes enviar arañas al espacio para estudiar cómo se habitúan a las condiciones de microgravedad y cómo fabrican sus telarañas. La propuesta le valió el premio que supuso que su experimento fuese validado por la NASA para enviar dos arañas Araneus diadematus (Arabella y Anita) junto con los tres tripulantes de la nave Apolo, rumbo a la estación Skylab, el 28 de julio de 1973.
Las arañas al principio mostraron graves síntomas de desorientación, causada por la ausencia de gravedad, formando telarañas de forma totalmente aleatoria. Al cabo de unos días, las arañas comenzaron a desarrollar estructuras con mayor simetría, semejantes a las que tejen en tierra. Sin embargo, análisis estadísticos de los ángulos entre las sedas radiales y las estructuras finales generadas demostraron que la ausencia de gravedad tenía efectos sobre las características de las telarañas.
Por otro lado, las sedas resultaron ser más finas que las hiladas en tierra, además de ser más irregulares en cuanto a su grosor y propiedades.
En 2008, una de las arañas en la estación espacial internacional (EEI) se había escapado de una caja de experimentos.

### Videos
- Video de arañas en condiciones de microgravedad. Misión STS-126.

- Datos: Q188691
- Multimedia: Spider webs / Q188691